# Yurenagara...
"Yurenagara..." (揺れながら…) é o quinto single da banda japonesa de rock Laputa, lançado em 4 de fevereiro de 1998 pela Toshiba EMI. A canção foi incluída no álbum Jakō em uma versão remixada. Foi usada como tema de encerramento do programa de televisão Denpa Shounen da Nippon TV.

## Recepção
"Yurenagara..." alcançou a 25° posição na Oricon Singles Chart e permaneceu na parada por três semanas. Vendeu 29,660 cópias enquanto esteve na parada, se tornando o 4° single mais vendido da banda.
Falando sobre Jakō, o site OK Music elogiou os vocais de Aki, contando que eles podem expressar várias características e que "não podem ser descritos com uma única palavra". Sendo assim, ele concluiu que os vocais expressivos combinam com a temática do álbum, mencionando a letra de "Yurenagara".
Kaya fez um cover do single no álbum de compilação CRUSH! -90's V-Rock's best hit cover songs-, onde artistas visual kei atuais homenageiam artistas que foram importantes para a cena dos anos 1990.

## Faixas
Todas as letras escritas por Aki. 
| N.º | Título                         | Duração |  |
| 1.  | "Yurenagara..." (揺れながら…)  |         |  |
| 2.  | "Kimi no Koe" (君の声)         |         |  |
| 3.  | "Yurenagara..." (Instrumental) |         |  |

## Ficha técnica
- Aki – vocais
- Kouichi – guitarra
- Junji – baixo
- Tomoi – bateria